# Лырщиков, Иван Егорович
Иван Егорович Лырщиков — советский рабочий, Герой Социалистического Труда.

## Биография
Родился в 1925 году в селе Рагозиха. Член КПСС.
Участник Великой Отечественной войны. С 1950 года — на хозяйственной, общественной и политической работе. В 1950—1991 гг. — ученик токаря, электросварщик завода № 652, военнослужащий СА, электросварщик, балансировщик, бригадир комплексной бригады токарей и балансировщиков роторов завода, электросварщик электродуговой сварки с медными электродами вручную, балансировщик цеха № 4, слесарь-наладчик завода/ производственного объединения «Кузбассэлектромотор» Министерства электротехнической промышленности СССР.
Указом Президиума Верховного Совета СССР от 20 апреля 1971 года присвоено звание Героя Социалистического Труда с вручением ордена Ленина и золотой медали «Серп и Молот».
Делегат XXV съезда КПСС.
Умер в Кемерове в 2002 году.